# Fairneyview
Fairneyview är en del av en befolkad plats i Australien. Den ligger i kommunen Somerset och delstaten Queensland, omkring 36 kilometer väster om delstatshuvudstaden Brisbane. Antalet invånare är 446.
Runt Fairneyview är det ganska tätbefolkat, med 86 invånare per kvadratkilometer.. Närmaste större samhälle är Ipswich, omkring 17 kilometer sydost om Fairneyview.
I omgivningarna runt Fairneyview växer huvudsakligen savannskog. Genomsnittlig årsnederbörd är 1 252 millimeter. Den regnigaste månaden är januari, med i genomsnitt 248 mm nederbörd, och den torraste är oktober, med 34 mm nederbörd.